# Certitudine
Certitudinea în sens teoretic este legată de căutarea adevărului sau înțelegerea situației date și a informațiilor primite din exterior. O persoană poate avea o părere sau impresie despre ceva care la nivel colectiv are nevoie de a fi validat cel puțin ca adevărat sau fals. Toate acțiunile omului se bazează mai întâi pe convingerea că ceea ce vede este real, ce aude sau citește este conform cu realitatea; astfel se creează certitudinea cu privire la acel subiect.
Poate avea legătură cu credibilitatea informațiilor și acceptarea lor ca atare.
Într-o exprimare concisă, certitudinea înseamnă siguranță, încredere deplină (în ceva sau în cineva).